# Shin'ichi Abe
Shin'ichi Abe (安部 慎一, Abe Shin'ichi, né le 7 avril 1950  à Tagawa) est un auteur de bande dessinée japonais. Pilier de Garo dans les années 1970, il publie aujourd'hui ses histoires sombres dans le mensuel Ax.

## Biographie
Shin'ichi Abe commence sa carrière à l'âge de 20 ans dans la revue Garo et devient « une figure majeure du watakushi manga ». Il est publié en Europe dans les années 2000, il crée des ouvrages d'un abord difficile.

## Publications françaises
- Paradis, Philippe Picquier, 2006.
- Une bien triste famille, Le Seuil, 2006.
- Les Amours de Taneko, Le Seuil, 2007.
- Un gentil garçon, Cornélius, coll. « Pierre », 2007.
- « Mon père », dans AX Anthologie vol. 1, Le Lézard noir, 2011, p. 297-300.